# Бруталізм

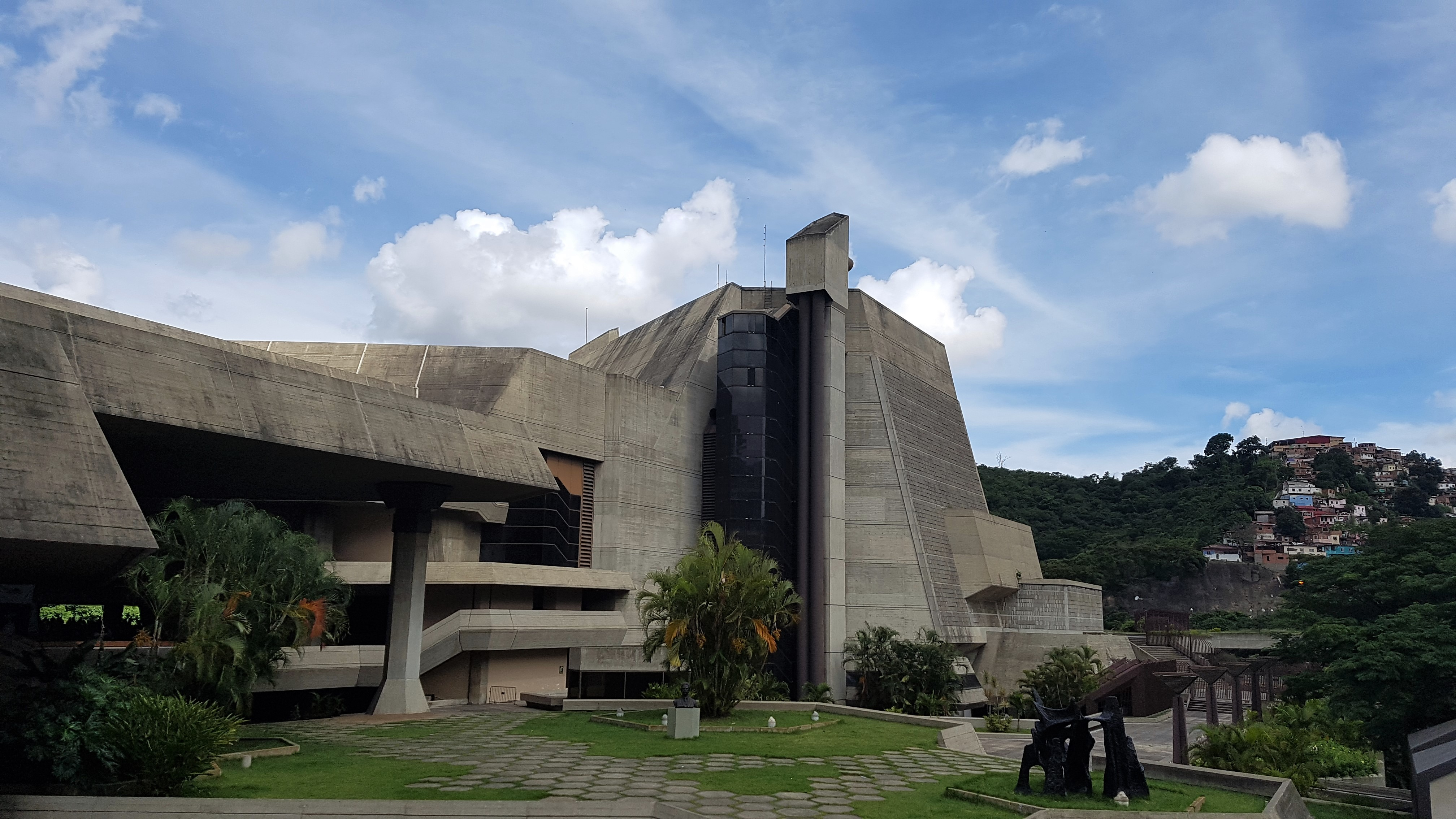
Театр Марії Карреньо, Каракас

Бруталі́зм (від фр. béton brut — «цементне покриття без оздоблення») — напрям у дизайні та архітектурі з використанням простих геометричних форм із неприкрашеного бетону. Виник у середині XX століття та набув найбільшого розвитку в 1970-і роки.

## Історія виникнення
Виник у середині 1950-х рр. у Великій Британії і пов'язаний з архітекторами Алісоном і Пітером Смітсонами, авторами терміна, утвореного від французького виразу «Beton brut», — «необроблений бетон». Архітектори-бруталісти всіляко підкреслювали грубу фактуру бетону, яку не вважали за потрібне приховувати ні штукатуркою, ні облицюванням, ні фарбуванням. Віддавали перевагу підкреслено важким, монотонним, прямолінійним формам («будинки-коробки»). Бруталізм набув найбільшого поширення у Великій Британії (особливо в 1960–70-і рр.) і в СРСР (особливо в 1980-і рр.). Багато прихильників цього стилю сповідали соціалістичні погляди, виділяючи серед його переваг не тільки дешевизну будівництва (особливо актуальну в перші післявоєнні роки), але і "безкомпромісну антибуржуазність" і «чесність» цього стилю.

## Головні представники

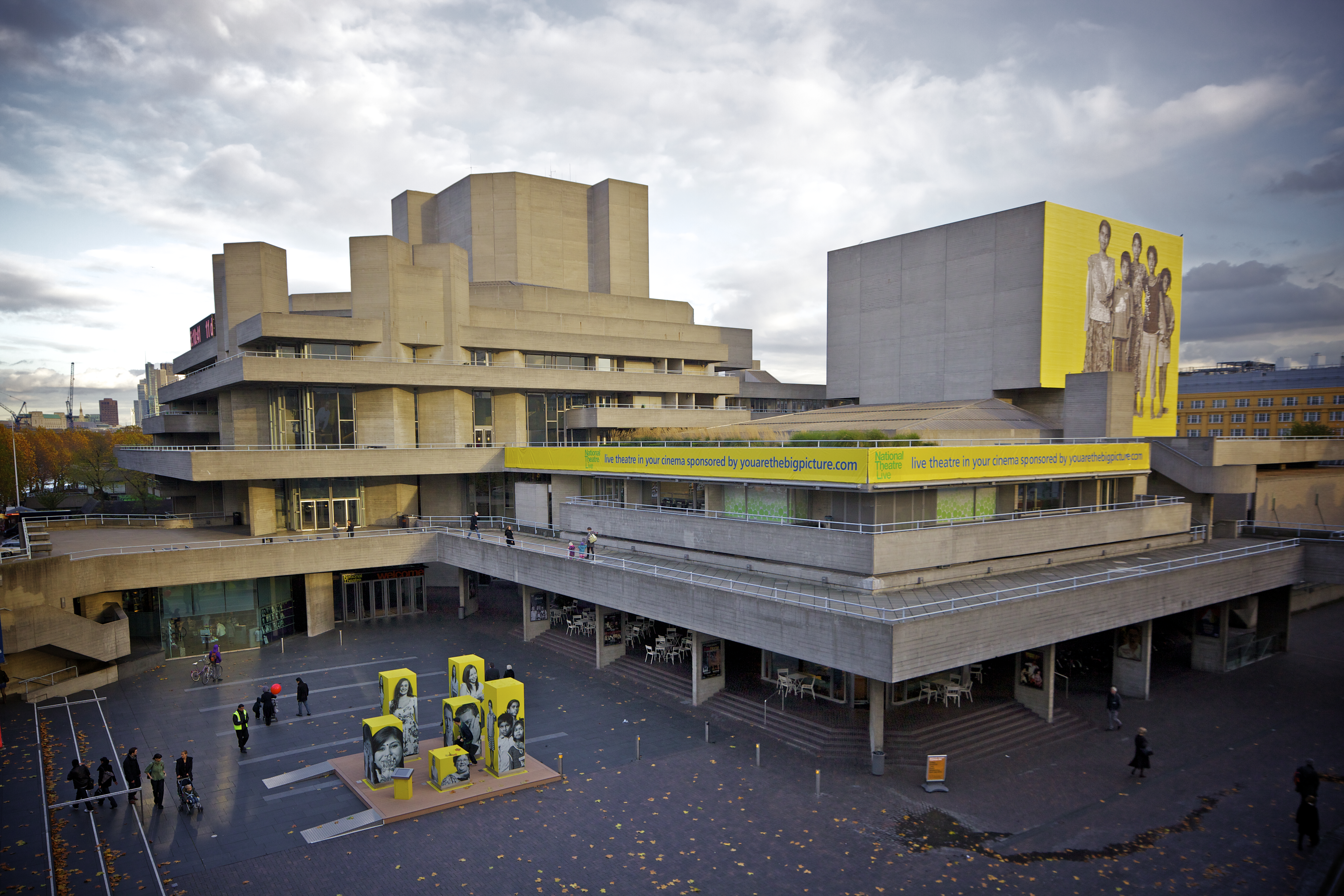
Королівський національний театр, Лондон

У Великій Британії:
- Елісон та Петер Смітсон[en];
- Сер Безіл Спенс[en];
- Ерно Голдфінгер[en];
- Сер Денис Ласдан[en];
- Сер Джеймс Стерлінг;
- Джон Бенкрофт[en] та інші.

В інших країнах:
- Ле Корбюзьє (Франція);
- Вітторіано Вігано[it] (Італія);
- Пауло Мендес да Роша (Бразилія);
- Пол Рудольф[en] (США);
- Луїс Кан (США);
- Марсель Бреєр (США);
- Вільям Перейра[en] (США);

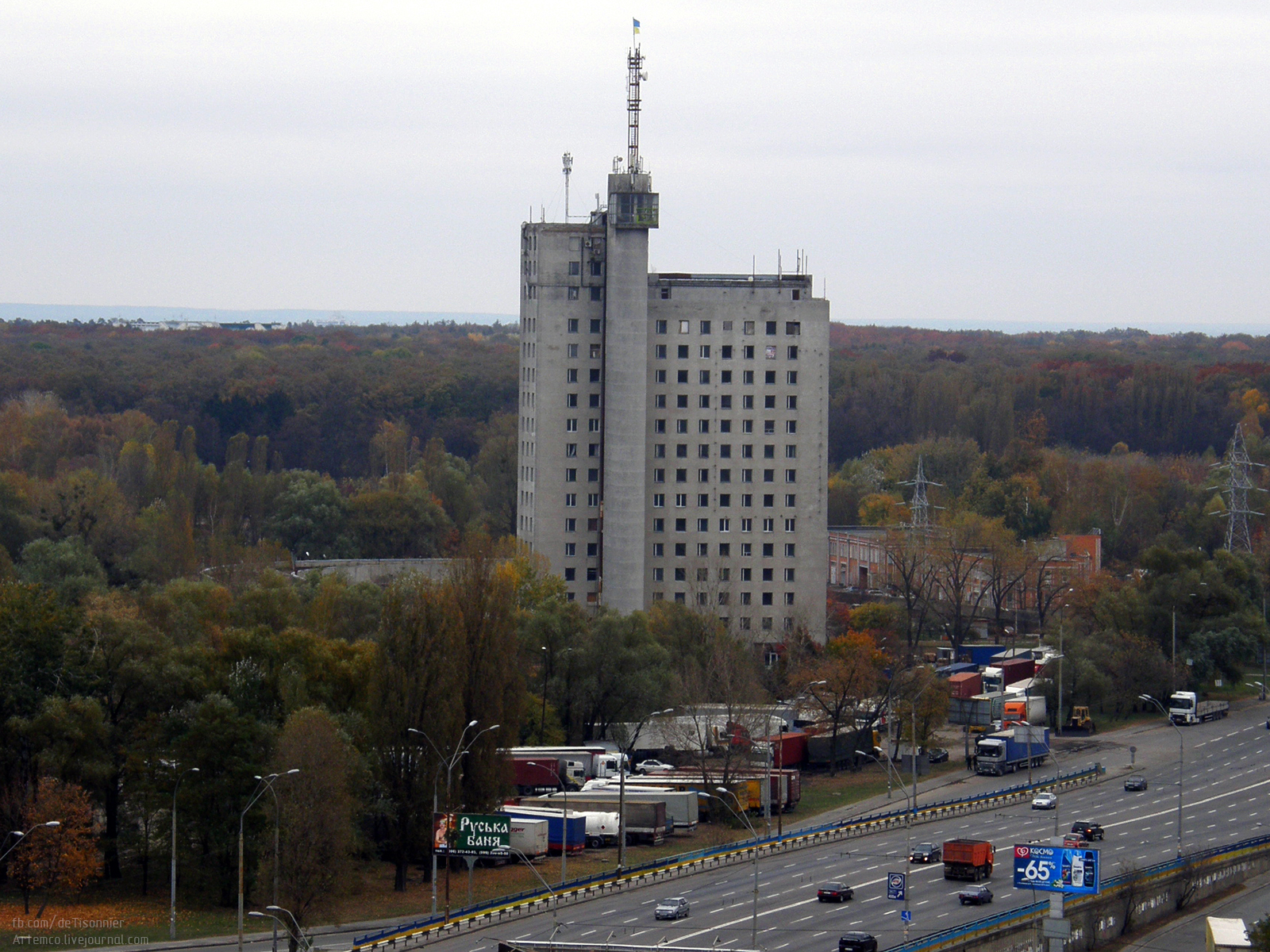
Будівля УкрДорЗв'язку в Києві. Архітектор А. Мілецький, 1971—1976

- Виноградський Ігор Михайлович[ru] (СРСР);
- Танге Кендзо (Японія);
- Курокава Кісьо (Японія);
- Куніо Маекава[en] (Японія) та інші.